# Мозамбикская компания
Португальская Мозамбикская компания (порт. Companhia de Moçambique) — королевская компания, работавшая в португальском Мозамбике и контролировавшая земли, соответствовавшие нынешним провинциям Маника и Софала в центральной части Мозамбика.

## История
Компания была основана 11 февраля 1891 года и имела стартовый капитал в примерно 5 млн долларов, полученных от финансистов из Германии, Великобритании и Южной Африки. По другим данным, компания имела капитал в 40000 фунтов стерлингов, преобладал английский и французский капитал.
Концессия была предоставлена на срок в 50 лет, в течение которых компания могла не только использовать природные ресурсы и местную рабочую силу (в том числе в порядке принудительного труда), но и предоставлять субконцессии. Компания получила исключительное право собирать налоги с вверенных земель, а сама освобождалась от уплаты налогов на 25 лет. Взамен португальское государство получало 7,5% прибыли компании и 10% акций. Кроме того, компания должна была обустроить в Африке 1000 португальских семей и обеспечить образование и государственное управление на своей территории.
На практике компания смогла лишь частично использовать полученные привилегии, но это компенсировалось тем фактом, что она также в действительности была освобождена от большинства обязанностей. Имея лишь ограниченный капитал, компания сделала не много, чтобы развить область, выводя большую часть своего дохода из-под налогообложения. Активное использование принудительного труда привело к восстаниям против компании в 1902 и 1917 годах. Несмотря на обязательства компании обеспечить поддержание законности и порядка, она была не в состоянии это сделать, и правительству Португалии приходилось оплачивать дорогостоящие мероприятия.
Компания имела штаб-квартиру в Бейре, где она осуществляла государственное управление и ведала почтовыми отделениями. Компания также основала частный банк, Banco-da-Beira.
Из-за неэффективности работы режим Антониу Салазара не продлил срок концессии в 1942 году. Губернатор Маники и Софалы прокомментировал это так:
Они ничего не сделали, чтобы развить потенциальное богатство всего этого региона, предпочитая грабить его и притеснять местных жителей
18 июля 1942 года территория Маники и Софалы была передана португальским колониальным властям, а Мозамбикская компания продолжила работать в сельском хозяйстве и коммерческом секторе. 20 октября 1961 года Мозамбикская компания стала частным предприятием Grupo Entreposto Comercial de Moçambique, которое позже превратилось в холдинг.